# Changes (Roman-Lob-Album)
Changes ist das Debütalbum des deutschen Sängers Roman Lob. Es wurde am 13. April 2012 von Universal Music in Deutschland, Österreich und der Schweiz veröffentlicht. Die Aufnahmen fanden nach Lobs Sieg in der Castingsendung Unser Star für Baku statt.

## Titelliste
| #   | Titel            | Songautoren                                                 | Länge |
| --- | ---------------- | ----------------------------------------------------------- | ----- |
| 1.  | Call out the Sun | Duncan Townsend, Leonard Valentin Lazar, Daniel Stroyanov   | 3:05  |
| 2.  | Dream On         | Dominik Schäfer, Hans Tauscheck                             | 2:51  |
| 3.  | Standing Still   | Wayne Hector, Steve Robson, Jamie Cullum                    | 3:26  |
| 4.  | Alone            | Emanuel Kiriakou, Gary Go                                   | 3:29  |
| 5.  | Changes          | Thomas Dürr, Dörfler, Tina Dürr, Carsten Thonack, Roman Lob | 3:08  |
| 6.  | Flying           | Schäfer                                                     | 2:50  |
| 7.  | Make You Smile   | Farhot, Malika Ferguson                                     | 2:53  |
| 8.  | Day by Day       | Lob, Dejan Stankovic, Christoph                             | 3:30  |
| 9.  | After Tonight    | Haydain Neale, Justin Nozuka                                | 3:44  |
| 10. | Something Stupid | Christian Neander, Bryn Christopher, Beatgees               | 3:40  |
| 11. | First Time       | Dürr, Mark, Dörfler, Lob                                    | 3:37  |
| 12. | Conflicted       | Martin Mulholland                                           | 3:50  |
| 13. | Revolution       | Andre Schild, Justin Hopkins, Alex Breuner                  | 4:01  |

## Rezeption
Die Kritiken zu Changes fielen unterschiedlich aus. Amelie Köppl von Laut.de vergab zwei von fünf möglichen Punkten und bezeichnete einen Teil der Lieder als unpassend für das Album.
„Changes ist für Roman Lobs im Voraus hochgelobte musikalische Ambitionen zu hupfdohlig und uneinheitlich geraten. Seine leicht rauchige, angenehme Stimme kommt bei den ganzen Stilwechseln viel zu wenig zur Geltung. Offensichtlich ist Roman Lob der geborene Balladensänger, das wirft aber erst recht die Frage auf, warum man die grobe Richtung von Standing Still, Day By Day oder Revolution nicht einhalten wollte und den jungen Mann nicht einfach mal vor sein Klavier gesetzt hat. Denn so würden diese Knopfaugen vielleicht auch halten, was sie versprechen.“
CD-Bewertungen meint: „Insgesamt ist Changes ein ordentliches, aber kein überragendes Debütalbum. Die verschiedenen Stilrichtungen deuten darauf hin, dass Roman Lob sich ausprobieren wollte und verschiedene Seiten seiner Persönlichkeit auf das Album bringen wollte. Neben Standing Still ragt vor allem der Song Changes als Namensgeber des Albums aus den anderen Titeln heraus.“
Plattenstests.de findet, dass es keine gehaltene Linie gibt. Es müssten mehr Pop-Nummer ausgebaut werden, um Lobs Stimme besser zu präsentieren.
CD-Stars schließt sich an und sieht das Potenzial Lobs. Er solle seine Stilrichtung finden, dann würde es auch einen langanhaltenden Erfolg geben.

## Chartplatzierungen
| Land        | Position | Wochen |
| ----------- | -------- | ------ |
| Deutschland | 9        | 7      |
| Österreich  | 50       | 1      |
| Schweiz     | 81       | 1      |